# Strongylosoma coiffaiti
Strongylosoma coiffaiti är en mångfotingart som beskrevs av Hoffman och Hans Lohmander 1968. Strongylosoma coiffaiti ingår i släktet Strongylosoma och familjen orangeridubbelfotingar. Inga underarter finns listade i Catalogue of Life.